# All Excess
All Excess — первый DVD группы Avenged Sevenfold, выпущенный 17 июля 2007 года. Включает в себя видео с деятельностью группы с 1999 года, 4 живых выступления, 4 видеоклипа и прочие бонусы.

## Главы DVD
| Англоязычное название    | Русскоязычное          |
| ------------------------ | ---------------------- |
| «Intro»                  | «Вступление»           |
| «Huntington Beach»       | «Хантингтон-Бич»       |
| «How the Band Met»       | «Как собралась группа» |
| «Naming the Band»        | «Называем группу»      |
| «Friends & Family»       | «Друзья и семья»       |
| Individual Names         | «Личные псевдонимы»    |
| «The Deathbat»           | Летучая мышь смерти    |
| «40's in the Park»       | «40-е в парке»         |
| «Chain Reaction»         | «Цепная реакция»       |
| «Getting Signed»         | «Получение контракта»  |
| «Early Touring»          | «Ранние туры»          |
| «Album Recording»        | «Запись альбома»       |
| «Warped Tour»            | «Тур кувырком»         |
| «Our Fans»               | «Наши поклонники»      |
| «Ozzfest»                | «Оззи Осборн-фест»     |
| «Day Off with A7X»       | «Выходной с A7X»       |
| «Playing with Metallica» | «Играя с Metallica»    |
| «Closing»                | «Завершение»           |

## Живые выступления
Живые выступления были записаны во время тура Avenged Sevenfold в 2006 году. Вот их список:
- «Beast and the Harlot»
- «Trashed and Scattered»
- «Syn’s Guitar Solo»
- «Bat Country»

## Музыкальные видео
Помимо непосредственно клипов есть версии с комментариями участников группы, а также режиссёров некоторых из них. На DVD присутствуют клипы:
- «Unholy Confessions»
- «Bat Country»
- «Beast and the Harlot»
- «Seize The Day»

## Бонусы
- «Tattoo Tour»
- «Practice Garage»
- «Beer Break»
- «M. Shadows поёт с Korn»
- «Grapes In The Mouth»
- «Symphony In The Studio»
- «Hotel Drunks»
- «A7X кавер на песню Walk группы Pantera (audio only)»

## Пасхальные яйца
- После просмотра документации кликните на кнопку возврата меню. Кликните на красную летучую мышь, и появится пасхалка.
- В разделе живых выступлений после просмотра всех 4 видео, наведя курсор на кнопку «Play All» и кликнув слева появится возможность выбрать зелёный\белый билет. Кликнув на летучую мышь мы получаем ещё одну пасхалку.
- В меню с клипами есть 2 пасхалки:
  - В видео Beast and the Harlot кнопка «Play» не отображается. А после просмотра видео прячется с летучей мышью. Жмём на неё — пасхалка № 1.
  - В видео Seize the Day аналогично пасхалке 1.
- В меню Outtakes после прослушивания A7X Covers 'Walk', выделите «Tattoo Tour», кликните, и вы увидите Deathbat, закрывающую букву «О» в слове Outtakes.